# 58e brigade d'infanterie motorisée
Pour les articles homonymes, voir 58e brigade.
La 58e brigade d'infanterie motorisée, de son nom complet la 58e brigade séparée d'infanterie motorisée nommée d'après l'hetman Ivan Vyhovsky (en ukrainien : 58-ма окрема мотопіхотна бригада імені гетьмана Івана Виговського, abrégé en 58 ОМПБр ; numéro d'unité militaire A1376), est une grande unité d'infanterie motorisée de l'Armée de terre ukrainienne.
Cette brigade, créée en 2015, porte comme titre honorifique le nom d'Ivan Vyhovsky, hetman des cosaques zaporogues au XVIIe siècle, qui avait négocié une alliance avec la Pologne-Lituanie contre la Moscovie et le khanat de Crimée. Elle s'illustre durant l'Invasion russe de l'Ukraine en évitant l'encerclement de Tchernihiv et durant la bataille du Donets.

## Historique

### Création
La brigade est mise sur pied le 17 février 2015 à Soumy, sur la base de trois bataillons de défense territoriale. La guerre du Donbass a eu comme conséquence côté ukrainien la formation d'un grand nombre d'unités de volontaires pour pallier les déficiences des forces armées régulières. Ces unités sont, à partir de mai 2014, regroupées dans la défense territoriale (à raison d'au moins un bataillon par oblast), puis à la fin 2014 intégrées comme bataillon d'infanterie dans de nouvelles brigades de l'Armée de terre ukrainienne. Comme l'Ukraine manque d'équipements lourds, ces brigades ne reçoivent dans un premier temps que peu de blindés (BMP et BTR), n'ont qu'une compagnie de chars à la place du bataillon habituel (à trois compagnies), ainsi qu'une artillerie tractée en lieu et place d'obusiers automoteurs : d'où leur appellation d'infanterie motorisée plutôt que mécanisée. Par exemple, pour le transport des fantassins, la brigade a quelques BMP-1, épaulés par des MT-LB, des BRDM-2 et des Humvee.
En juillet 2017, la 58e brigade remplace la 93e brigade mécanisée sur des positions dans la zone de l'autoroute près de Bakhmout, sous le commandement de Mykhaïlo Drapatiy. Après un séjour de neuf mois dans le Donbass, elle retourne à Konotop le 4 avril 2018. En 2019, elle reçoit le nom de l'hetman Ivan Vyhovsky à ajouter à sa titulature, un chef cosaque du XVIIe siècle qui a essayé de s'allier avec la république des Deux Nations pour lutter contre la Russie.

### Invasion russe de l'Ukraine

#### Front nord-est et bataille de Tchernihiv (24 février - avril 2022)
Au début de l'invasion de l'Ukraine par la Russie, l'unité est la seule brigade positionnée au nord-est de l'Ukraine, dispatchée à travers les oblast de Tchernihiv et de Soumy. La 2e armée combinée de la Garde entre par le poste frontière de Bachivs'k dans le nord de l'oblast de Soumy le long de la route E101 défendue par le 5e détachement de garde-frontières. Le 16e bataillon d'infanterie motorisée (uk) se porte alors en renfort afin d'évacuer les blessés et engager les forces russes. Le bataillon tend alors une embuscade à une colonne russe sur le pont au croisement des routes E101 Moscou-Kiev et E38 entre Hloukhiv et Chostka. Des combats chaotiques s'engagent mais les Ukrainiens sont trop faiblement équipés de véhicules BRDM-2 contre les blindés russes BTR et BMP. C'est là que la brigade connaît ses premières pertes. Le 15e bataillon d'infanterie motorisée (uk) est stationné près de Soumy. Ses éléments se portent également vers Konotop parcourant 100km. La 1re compagnie du 15e bataillon participe à de la bataille de Konotop où les Russes arrivent vers 17h, heure locale. L'unité subit des pertes et est forcée de battre en retraite. Le 16e bataillon se replie alors vers Hloukhiv, certains hommes à pied après la perte de plusieurs véhicules. Des unités d'artillerie avec des pièces D-20 de calibre 152 mm et de mortiers de la brigade se mettent en place. Le bataillon se déplace ensuite à Krolevets et afin à Batouryn sur la rive occidentale de la rivière Seïm. De là, ils font sauter le pont afin de retarder la progression russe. Ils sont ensuite rejoints par le 15e bataillon à Batouryn. Le 16e bataillon prend position autour de la rivière tendant des embuscades aux Russes. 
Une partie de deux bataillons se transporte ensuite à Velyka Dymerka à quelques kilomètres de Brovary où la 90e division de chars de la Garde approchent essayant de pénétrer dans Kyïv par l'ouest. Le 16e bataillon engage la colonne ennemie à Zalisna et Bohdanivka. Les 13e bataillon d'infanterie motorisée (uk), les 15e et 16e bataillons de la brigade remontent ensuite pour soutenir la 1re brigade de chars durant la bataille de Tchernihiv protégeant notamment le flanc sud-est de la ville, afin d'éviter son encerclement total. Ils combattent d'abord à Kolychivka (uk) sur la rive orientale de la Desna où elle affronte le 228e régiment de fusiliers motorisés. Le 9 mars, des éléments du 16e bataillon mènent de violents combats pour le contrôle des localités voisines de Lukashivka, Sloboda et de Budy,. Ils subissent ensuite plusieurs jours de bombardements aérien et d'artillerie. Le 15e bataillon prend également position au sud de Tchernihiv autour des villages de Shestovytsya, Yahidne, Skorinets Krosne sur le flanc droit du 16e bataillon où ils affrontent la 74e brigade de fusiliers motorisés . Le 16e bataillon passe ensuite à l'attaque vers les villages de Sloboda, Viktoria et Hrabivka précédée de frappes d'artillerie qui détruisent plusieurs véhicules. Ils parviennent à repousser les Russes et reprennent les localités. Les efforts de la 58e brigade motorisée permettent aux Ukrainiens d'éviter l'encerclement de la ville de Tchernihiv.  Après le retrait des forces russes du nord de l'Ukraine, la 58e brigade est temporairement retirée du front.

#### Secteurs de Sievierodonetsk - Bakhmout (mai 2022 - juin 2022)
En mai 2022, la 58e brigade est déployée à l'est dans le secteur de Sievierodonetsk. Elle tient le front aux côtés d'éléments de la 80e brigade d'assaut aérien près de Bilohorivka. Les forces Russes tentent de traverser le Donets afin d'encercler Sievierodonestk par l'ouest. Entre le 10 et le 12 mai, des éléments de la 41e armée comprenant le 6e régiment de chars de la Garde et une nouvelle fois la 74e brigade de fusiliers motorisés installent des ponts flottants et traversent la rivière. Les 58e et 80e brigades appuyées par diverses unités de chars et d'artillerie engagent les blindés. Après de violents combats, les forces russes sont repoussées ayant subi de lourdes pertes équivalentes à deux bataillons. La brigade se déporte ensuite au sud du saillant de Sievierodonetsk afin de contenir la percée de Popasna qui menace à la fois Sievierodonetsk et Bakhmout. Elle est notamment engagée dans des combats pour le village de Volodymyrivka et de Pokrovske (raïon de Bakhmout) (uk) près de Soledar jusqu'à la chute de Sievierodonetsk fin juin. Le 22 mai, le commandant du 13e bataillon, le major Maksym Kyrychuk, est tué au combat.

#### Bataille de Bakhmout (juillet - décembre 2022)
À partir du mois de juillet, l'offensive à l'ouest cours de Popasna se déporte vers Bakhmout. La 58e brigade fait face à l'offensive russe sur Bakhmout contre le Groupe Wagner,.  Elle compose la principale unité de défense de la ville, positionnée directement devant elle, défendant Pokrovske, dernière localité avant l'entrée de Bakhmout, la 72e brigade mécanisée défendant les secteurs sud. Les combats sont violents pour les deux brigades qui subissent des pertes, de nombreux soldats étant fait prisonniers au cours de l'avancée russe. Le 19 juillet, les défenses de la 58e brigade au sud de Pokrovske sont bousculées et les hommes de Wagner pénètrent dans le village. La localité tombe finalement le 31 juillet après une résistance acharnée de la brigade. Entre août et septembre, elle parvient à stabiliser la situation en face de la E40 qui borde l'entrée de la ville empêchant le groupe Wagner de pénétrer dans Bakhmout mais subissant des tirs d'artillerie constants sur la ville. Cependant sur le flanc sud, les Russes progressent s'avançant vers Zaitseve qui est conquise le 9 octobre et où la brigade mène de violents combats. Les combats se poursuivent en octobre mais la situation se stabilise. La 58e brigade repousse plusieurs assauts russes. Elle reçoit alors le renfort de la 71e brigade de chasseurs qui la relaie temporairement en première ligne en octobre. Les combats s'intensifient à partir du mois de novembre et la bataille se transforme en guerre de positions. La 58e brigade défend la ville dans des conditions difficiles. Ses unités de chars contre-attaquent à plusieurs reprises à l'entrée l'ouest de la ville le long de la E40 où elle maintient toujours les Russes. En décembre, la brigade est retirée du front après plus de 5 mois d'intenses combats, relayée par la 93e brigade mécanisée.

#### Front de Kreminna (février - août 2022)
À partir de février 2023, la brigade semble être déployée dans le secteur de Kreminna. Son 1er bataillon de fusiliers et le 13e bataillon motorisé sont visiblement déployés du côté de Koupiansk. Elle participe au mois d'avril à la bataille de la forêt de Serebryansky. Elle contient l'offensive russe en cours, au sud de Dibrova et à Shypylivka près de la rivière Donets aux côtés de la 31e brigade de la Garde nationale face à la 76e division d'assaut aéroporté,. Ces éléments se battent notamment pour le contrôle du hameau de Kuzme.

#### Front sud: Velyka Novossilka (septembre 2023 - septembre 2024)
Fin septembre 2023, son artillerie est signalée en soutien au sud de Velyka Novossilka, relevant les troupes de marines ukrainienne après la contre-offensive ukrainienne dans l'oblast de Donetsk aux côtés de la 128e brigade de défense territoriale. En novembre, elle mène des combats autour du village de Novodonetske, quelques kilomètres à l'est de Velyka Novossilka Début mai 2024 elle défend le village Urozhaine (oblast de Donetsk) (en) contre les assauts de la 5e brigade de chars et de la 60e brigade de fusiliers motorisés, cédant certaines positions sur le secteur de périphérie sud du village en raison d'intenses bombardements aériens. Plus tard, elle réussit à contre-attaquer avec succès et, début juin, elle repousse une nouvelle tentative d'assaut des unités mécanisées russes. Fin juillet, la brigade se replie vers des positions plus favorables et les forces russes occupent Urozhaine au prix de lourdes pertes, laissant sur le terrain plus de 100 véhicules de combat détruits. Le 24 août, à l'occasion du Jour de l'Indépendance, la brigade reçoit le titre honorifique « Pour sa bravoure et son courage » des mains du président ukrainien Volodymyr Zelensky. Début septembre 2024, elle fait face à une attaque russe majeure dans le secteur de Vuhledar, infligeant des pertes à la 37e brigade de fusiliers motorisés, à la 40e brigade d'infanterie de marine et à la 5e brigade de chars, qui parviennent à avancer et à occuper le village de Prechystivka.  À la fin du mois, un bataillon de la brigade est utilisé pour maintenir les voies de communication ouvertes au nord de Vuhledar, permettant le retrait progressif de la 72e brigade mécanisée de la ville.

#### Secteur de Kharkiv (depuis octobre 2024)
À partir du mois d'octobre 2024, elle est redéployée au nord de la région de Kharkiv près de Vovtchansk où l'offensive russe est enrayée, relayée par la 128e brigade d'assaut de montagne.

## Structure

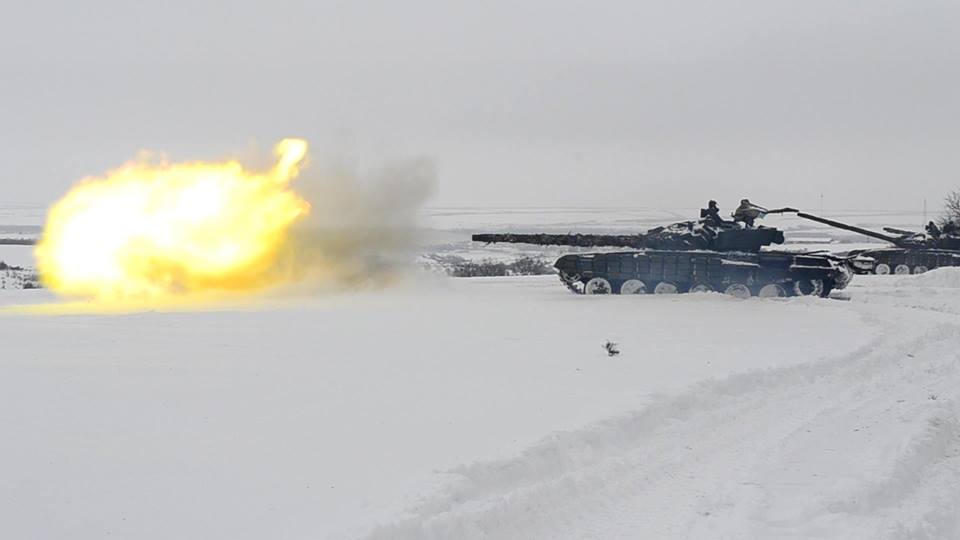
Entraînement au tir de combat des soldats du Bataillon de chars en 2018.

.

### Ordre de bataille
Fin octobre 2024, l'ordre de bataille connu de la brigade est le suivant :
- État-major de la brigade,
  - 
    -  compagnie de protection du QG ;

  -  13e bataillon d'infanterie motorisée (uk), (unité militaire A4427), garnison de Voronij Oblast de Soumy[1] ;
    -  2e batterie de mortiers[32]

  -  15e bataillon d'infanterie motorisée (uk), (unité militaire A4532), garnison de Stets'kivka (uk) Oblast de Soumy[1] ;
  -  16e bataillon d'infanterie motorisée (uk), (unité militaire A4590), garnison de Hloukhiv Oblast de Soumy[1] ;
  -  60e bataillon de fusiliers autonome, (unité militaire A4459) ;
  -  1er bataillon de fusiliers ;
  -  2e bataillon de fusiliers ;
  -  Bataillon de chars ;
  -   Groupe d'artillerie de la brigade[33] :
    - 
      -  État-major (штаб) du groupe d'artillerie ;
      -  batterie de contrôle et d'acquisition de cibles ;

    -  1er bataillon d'artillerie automotrice ;
    -  2e bataillon d'artillerie ;
    -  Bataillon de lance-roquettes multiples (BM-21 Grad) ;
    -  Bataillon anti-char ;

  -  Bataillon antiaérien ;
  -  compagnie de reconnaissance ;
  -  Bataillon du génie ;
  -  Bataillon logistique ;
  -  Bataillon de maintenance ;
  -  Compagnie de transmissions ;
  -  Compagnie de radar (désignation d'objectifs) ;
  -  Compagnie médicale (soins et évacuation) ;
  -  Compagnie de protection NRBC.

### Équipements

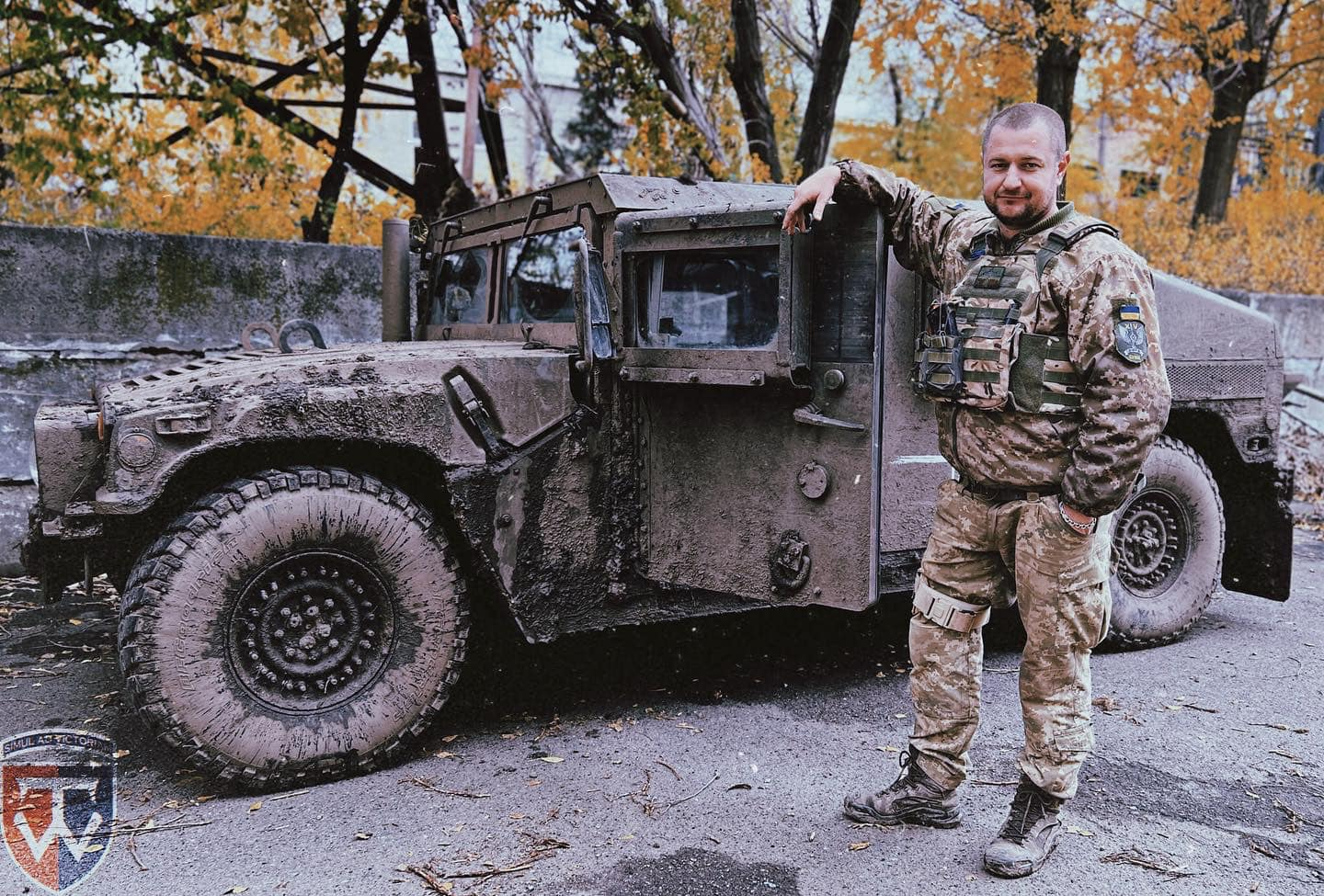
Un Humvee de la brigade, en octobre 2022.
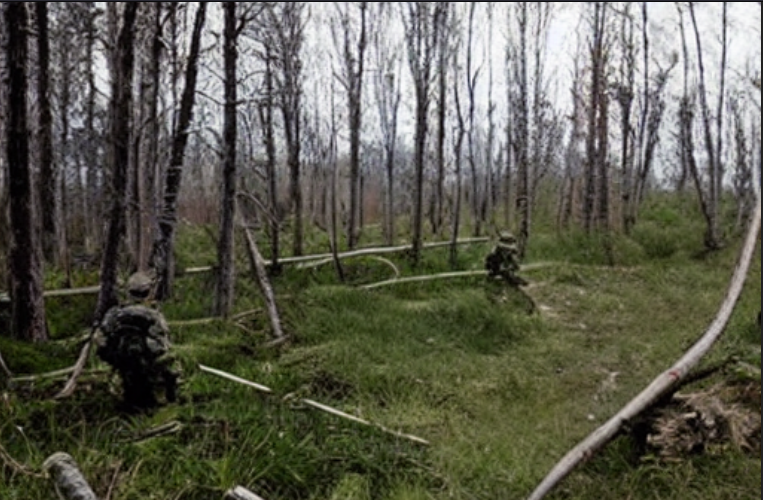
Reconnaissance en février 2023 près de Bakhmout.

- Bataillon de chars : chars T-64BV complétés par des T-72B3 saisis à la Russie et des T-72M1.
- Bataillons motorisés : véhicules M113[34], Humvees, International MaxxPro livrés par les États-Unis auparavant équipés de véhicules BMP-1 et de BRDM-2 au moins jusqu'en 2022
- Compagnie de reconnaissance : véhicules BRDM-2
- Son groupe d'artillerie dispose de pièces 2S1 Gvozdika, et BM-21 Grad.

### Commandants
- Colonel Serhiy Vyacheslavovych Zabolotny (février 2015 - septembre 2016)
- Colonel Mykhailo Vasylyovych Drapaty (septembre 2016 - 28 septembre 2019)
- Colonel Dmytro Valeryovich Kashchenko (septembre 2019 à 2022)
- Colonel Oleksandr Oktaviyovych Saltytskyi (2022 - 2023)
- Colonel Ruslan Shevchuk (depuis 2023)